# Daxiaobu
Daxiaobu (kinesiska: 大孝堡, 大孝堡乡) är en socken i Kina. Den ligger i provinsen Shanxi, i den norra delen av landet, omkring 110 kilometer sydväst om provinshuvudstaden Taiyuan. Antalet invånare är 32 374. Befolkningen består av 15 519 kvinnor och 16 855 män. Barn under 15 år utgör 19,0 %, vuxna 15-64 år 72 %, och äldre över 65 år 8,0 %.
Genomsnittlig årsnederbörd är 686 millimeter. Den regnigaste månaden är juli, med i genomsnitt 239 mm nederbörd, och den torraste är december, med 3 mm nederbörd.